# Manuel Tavares
Manuel Tavares (Portalegre, 1625 - Múrcia, [...?]) fou un organista i compositor portuguès.
Fou cantor de la capella de Portugal i després mestre de les Catedrals de Conca i Múrcia.
Gaudí de gran renom com a compositor i organista i va compondre moltes obres del gènere religiós, gran part de les quals es conservaren en la Biblioteca Reial de Lisboa fins al terratrèmol de 1755.